# Agliata

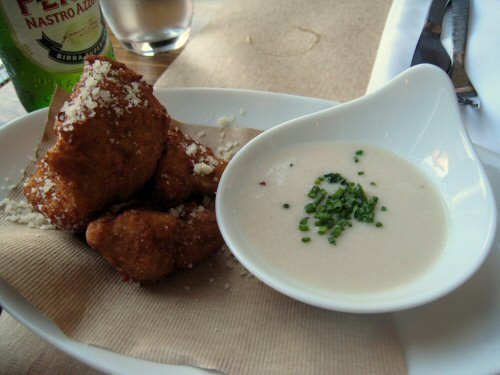
Agliata (rechts im Bild) mit ausgebackenem Blumenkohl

Agliata (Aussprache [aʎːˈata]) ist eine Knoblauchsoße der italienischen Küche, die gewöhnlich zu gekochtem Fisch gereicht wird. Ursprünglich wurde Agliata aus abgezogenen Walnüssen, rohem Knoblauch und in Wasser oder Essig getränkten Semmelbröseln, Salz und Olivenöl, Gewürznelken, Fenchelsamen und Pfefferkörnern in einem Küchenmörser gestampft. Die moderne Version ist ein cremiges Gemisch aus gemörsertem Knoblauch mit Olivenöl, manchmal unter Zugabe von mit Essig angefeuchteten Semmelbröseln. Da die Walnüsse meist weggelassen werden, besteht eine Ähnlichkeit mit dem Aioli aus Südfrankreich.